# 紀静子
紀 静子（き の しずこ、生年不詳 - 貞観8年（866年）2月）は、文徳天皇の更衣。正四位下右兵衛督紀名虎（贈大納言）の娘。従四位下紀有常・紀種子（仁明天皇更衣）の妹、南家藤原敏行母の姉にあたる。三条町（さんじょうのまち）と呼ばれた。
文徳天皇の東宮時代に入侍し、第一皇子惟喬親王・第二皇子惟条親王・斎宮恬子内親王・斎院述子内親王・珍子内親王の母となった。嘉祥3年（850年）文徳天皇の即位後、更衣となった。惟喬親王は父天皇に期待されたが、静子が紀氏出身で後ろ盾を持たないため皇太子になれなかった。天安2年（855年）1月正五位下に叙された後、従四位上に昇叙された。貞観8年2月卒去。
『古今和歌集』に1首入集（歌番号930）。